# James Hetfield
James Alan Hetfield (* 3. srpna 1963 Downey, Kalifornie) je americký kytarista, zpěvák a jeden ze zakládajících členů thrashmetalové kapely Metallica. Hetfield uvádí, že největší vliv na něho měly kapely jako Aerosmith, Motorhead, Black Sabbath, Led Zeppelin, Queen, AC/DC, Judas Priest nebo Deep Purple.

## Mládí
Narodil se 3. srpna 1963 v losangeleském Downey v Kalifornii. Jeho matkou byla operní pěvkyně Cynthia Bassett (rozená Nourse) a otcem řidič kamionu Virgil Lee Hetfield. Rozvedli se v roce 1976. Má dva starší nevlastní bratry z matčina prvního manželství a mladší sestru. Jeho rodiče byli stoupenci nauky o léčení nemocí křesťanskou vírou. Cynthia zemřela na rakovinu, když bylo Jamesovi 16 let. James se učil hrát na klavír, poté vyzkoušel bubny svého bratra Davida. Ve čtrnácti letech přešel na kytaru.

## Kariéra
Před Metallicou hrál v kapelách Obsession, Phantom Lord a Leather Charm. V poslední jmenované napsal píseň „Hit The Lights“, která se objevila na kompilaci Metal Massacre z roku 1982 od vydavatelství Metal Blade Records. Na tomto albu již byla pod autorstvím Metallicy. Na střední škole se seznámil s Ronem McGovneym, který se pak stal prvním baskytaristou Metallicy. Později se James seznámil s bubeníkem Larsem Ulrichem skrze inzerát v novinách The Recycler. V této sestavě založili Metallicu.
Hetfield je hlavní textař kapely, je podepsán na každé písni, všechny texty psal on (vyjma mluveného slova v „To Live Is To Die“, na které se podílel Cliff Burton). Na prvních pěti albech hrál James jenom doprovodné kytary, Kirk Hammett nahrával sóla. Ale od alba Load začali nahrávat doprovodné kytary oba; Hetfield má levý kanál, Hammet pravý.
Na Černém albu se objevila píseň „Nothing Else Matters“, kterou složil Hetfield pro svoji manželku a nechtěl tuto píseň dát kapele k dispozici. Prý je moc osobní. Zlom přišel, když tuto píseň poprvé slyšel Lars Ulrich, který Jamesovi vymluvil úmysl držet píseň v soukromí, aniž by ji kdokoliv znal.
Metallica se 17. července 1992 vydala na turné s Guns N' Roses. Při koncertě v Montrealu 8. srpna ohňostroj vybuchl v nepravou chvíli a silně popálil Hetfielda na tváři, rukách i nohách. Metallica tak zrušila několik vystoupení a po zbytek turné Hetfield jenom zpíval; znovu za něj zaskočil John Marshall, tak jako dříve, když měl Hetfield několikrát zlomenou ruku.
Během nahrávání alba St. Anger v letech 2002–2003 Hetfield podstoupil sedmiměsíční protialkoholní léčbu. Což zachycuje i dokument Some Kind of Monster.

## Osobní život
Hetfield v mládí rád jezdil na skateboardu, kvůli čemuž měl mnohokrát zlomenou ruku a nemohl hrát na kytaru, proto ho na koncertech zastupovali jiní kytaristé. Později mu management zakázal jezdit na skateboardu během turné. Má taky mnoho tetování: čtyři hrací karty – eso, devítka, šestka a trojka (1963), plameny, které připomínají událost z 8. srpna 1992, kde byl Hetfield popálen vinou chybného výbuchu ohňostroje, latinské heslo Carpe Diem Baby (chytni den dítě, píseň z alba ReLoad), jména svých dětí a symbol kříže na jejich ochranu, na rukou písmeno F (Francesca), M převzaté z loga Metallicy a noty k písni „Orion“, která zazněla na Burtonově pohřbu. V roce 1997 se oženil s Francescou Tomasi, se kterou má tři děti: dceru Cali Tee (* 11. 7. 1998), syna Castora Virgila (* 18. 5. 2000) a zatím nejmladší dceru Marcellu Francescu (* 17. 1. 2002). V srpnu 2022 James oznámil, že po 25 letech manželství s Francescou podal žádost o rozvod. 
Hetfield je vášnivým sběratelem amerických automobilů, vlastní například Ford T Bucket z roku 1927, Auburn Speedster z roku 1936, Lincoln-Zephyr „Voodoo Priest“ 1937, Oldsmobile 88 z roku 1952, Packard „Aquarius“ 1948, Buick Skylark „Skyscraper“ 1953, Ford F100 z roku 1956 nebo Tesla Model S.
Hetfield je velkým fanouškem fotbalového klubu Las Vegas Raiders, baseballového klubu San Francisco Giants a hokejového klubu San Jose Sharks.
V roce 2013 s Robertem Trujillem napsali scénář ke krátkému animovanému filmu 'tallica Parking Lot, ve kterém se objevili spoluhráči z Metallicy, Lemmy nebo tvůrci Městečka South Park Trey Parker a Matt Stone. Společně s Larsem Ulrichem namluvil draky v disneyovce Dave the Barbarian (díl „Here There Be Dragons“) a jako celá kapela se objevili v Simpsonech (díl „Žabař, kuchař, manželka a její Homer“). Svým hlasem taky přispěl kresleným seriálům Metalocalypse a Skylanders Academy (postava Wolfganga). Postava Jamese Hetfielda se vyskytuje i ve hře Tony Hawk's Pro Skater HD.

## Vybavení
Hetfield používá převážně od roku 1987 kytary ESP. Hlavní kytarou Hetfielda na začátku kariéry byla japonská kopie Flying V značky Electra, kterou používal do roku 1984, kdy přešel na Gibson Explorer. Během nahrávání alb Hetfield použil spoustu dalších kytar jako Gibson SG, Gibson Les Paul, Fender Telecaster například Hetfiled během nahrávání Master of Puppets použil kytaru Jackson.
V polovině 90. letech měl vyrobenou první kytaru ESP na zakázku a dodnes má u značky dalších šest podpisových kytar.
Hetfield používá v současné době zesilovače a reproboxy Mesa/Boogie. Během kariéry použil spoustu reproboxů a zesilovačů. Na albech Kill 'Em All a Ride the Lightning použil zesilovače a reproboxy Marshall. Poté co kapela absolvovala první turné po Evropě mu někdo ukradl Marshally, které mu pomohla koupit jeho matka před její smrtí a Hetfield byl z toho dost rozrušený. Během nahrávaní Master of Puppets použil s Hammettem zesilovače Mesa/Boogie a reproboxy Marshall, a tuto kombinaci používal do alba ReLoad. Během nahrávání St. Anger použil Hetfield zesilovače Diezel.